# Lybia
Lybia là một chi cua nhỏ trong họ Xanthidae. Chúng còn được gọi với tên thông thường là cua võ sĩ, cua đấm bốc và cua pom-pom. Các  loài cua Lybia thường được chú ý vì sự tương sinh của chúng với hải quỳ, mà chúng giữ trong bộ càng của mình để làm vũ khí phòng thủ. Đổi lại, hải quỳ được các loài cua này mang đi khắp nơi, giúp có thể thu được nhiều thức ăn hơn bằng các xúc tu của mình. Cua Lybia sử dụng ít nhất ba loài hải quỳ, bao gồm Bundeopsis spp. và Triactis producta. Tuy nhiên, mối liên kết với hải quỳ là không bắt buộc để tồn tại và cua Lybia vẫn có thể sống độc lập, đôi khi thay thế vũ khí bằng các sinh vật khác như bọt biển và san hô thay cho hải quỳ.

## Các loài
Chi Lybia chứa các loài sau: 
- L. australiensis (Ward, 1933).
- L. caestifera (Alcock, 1898).
- L. denticulata (Nobili, 1905).
- L. edmondsoni (Takeda & Miyake, 1970).
- L. hatagumoana (Sakai, 1961).
- L. leptochelis (Zehntner, 1894).
- L. plumosa (Barnard, 1947)
- L. pugil (Alcock, 1898).
- L. tessellata (Latreille in Milbert, 1812).
- Lybia tutelina (C. G. S. Tan & Ng, 1994).